# Gaston Étienne
Gaston Étienne, född 21 februari 1902, död 2 april 1995, var en friidrottare från Belgien. Han deltog vid olympiska sommarspelen 1928.